# Joachim Król
Joachim Król (Herne, 1957. június 17. –) német színész.

## Élete
1981 és 1984 között a Művészeti Akadémián Münchenben tanult.
2011 és 2015 között a Tetthely sorozatban a frankfurti Frank Steier nyomozót játszott.

## Filmográfia
- 1984: Kaltes Fieber
- 1988: Wo immer du bist
- 1990: Liebesgeschichten
- 1991: Życie za życie. Maksymilian Kolbe
- 1993: Wir können auch anders …
- 1993: Die tödliche Maria
- 1994: A rendőrség száma 110: Totes Gleis (televíziós sorozat)
- 1994: Der bewegte Mann
- 1995: Wilsberg: Und die Toten lässt man ruhen (televíziós sorozat)
- 1995: Keiner liebt mich
- 1996: Das Superweib
- 1996: Es geschah am hellichten Tag
- 1997: Rossini, avagy a gyilkos kérdés: ki kivel hált
- 1997: Die Unschuld der Krähen
- 1998: A vándormadarak Inariba vonulnak
- 1998: A lé meg a Lola
- 1998: Szép vagyok?
- 1998: Die Stunde des Lichts
- 1999: Szomorú vasárnap (Gloomy Sunday)
- 2000: A harcos és a hercegnő
- 2000: Donna Leon – Vendetta (televíziós sorozat)
- 2000: Donna Leon – Venezianische Scharade
- 2001: Anne Frank: The Whole Story
- 2002: Donna Leon – In Sachen Signora Brunetti
- 2002: Donna Leon – Nobiltà
- 2002: Viel passiert – Der BAP-Film
- 2002: Der Kuss des Bären (Bear’s Kiss)
- 2003: Wenn Weihnachten wahr wird
- 2004: Silentium
- 2004: Nesztelenül
- 2004: Schneeland
- 2004: Drechslers zweite Chance
- 2005: Unkenrufe – Zeit der Versöhnung
- 2005: Tod eines Keilers
- 2006: Tetthely: Stille Tage (televíziós sorozat)
- 2006: Warum halb vier?
- 2006: Rudolf – Sissi egyetlen fia
- 2006: Windland
- 2006: Mal sehen, ob jut
- 2007: A három rabló
- 2007–2010: Lutter (televíziós sorozat)
- 2008: Tetthely: Häschen in der Grube
- 2008: Ádám feltámadása (Adam Resurrected)
- 2008: SOKO Köln (Fernsehserie, Man liebt nur einmal epizód)
- 2009: Mein Leben – Marcel Reich-Ranicki
- 2009: Legeslegjobb cimborák (hang)
- 2010: IV. Henrik – Navarra királya
- 2010: Aghet – Ein Völkermord
- 2010: Einsatz in Hamburg – Rot wie der Tod (televíziós sorozat)
- 2011: Nachtschicht – Ein Mord zu viel (televíziós sorozat)
- 2011–2015: Tetthely
- 2011: Tom Sawyer
- 2012: Ausgerechnet Sibirien
- 2015: Helen Dorn: Bis zum Anschlag (televíziós sorozat)
- 2015: Pampa Blues
- 2016: Letzte Ausfahrt Gera – Acht Stunden mit Beate Zschäpe
- 2016: Neben der Spur – Amnesie (televíziós sorozat)
- 2016: Collide
- 2016: Der Bankraub
- 2016: Das Sacher
- 2016: Die Dasslers – Pioniere, Brüder und Rivalen
- 2016: Über Barbarossaplatz
- 2017: Timm Thaler oder Das verkaufte Lachen (hang)
- 2017: Tod im Internat
- 2017: Zwischen Himmel und Hölle
- 2018: Mackie Messer – Brechts Dreigroschenfilm
- 2018: A rendőrség száma 110: Das Gespenst der Freiheit
- 2018: Der Junge muss an die frische Luft
- 2018: Endlich Witwer
- 2019: Die Auferstehung
- 2019: Die Spur der Mörder
- 2019: Preis der Freiheit (TV, három részes)
- 2019: Der König von Köln
- 2020: Berlin, Alexanderplatz
- 2020: In Wahrheit: Jagdfieber (televíziós sorozat)

## További információ
- Joachim Król a PORT.hu-n (magyarul)
- Joachim Król az Internetes Szinkronadatbázisban (magyarul)
- Joachim Król az Internet Movie Database-ben (angolul)
- Joachim Król a Rotten Tomatoeson (angolul)

## Fordítás
- Ez a szócikk részben vagy egészben  a   Joachim Król című német Wikipédia-szócikk fordításán alapul.  Az eredeti cikk szerkesztőit annak laptörténete sorolja fel. Ez a jelzés csupán a megfogalmazás eredetét és a szerzői jogokat jelzi, nem szolgál a cikkben szereplő információk forrásmegjelöléseként.